# 구시마섬

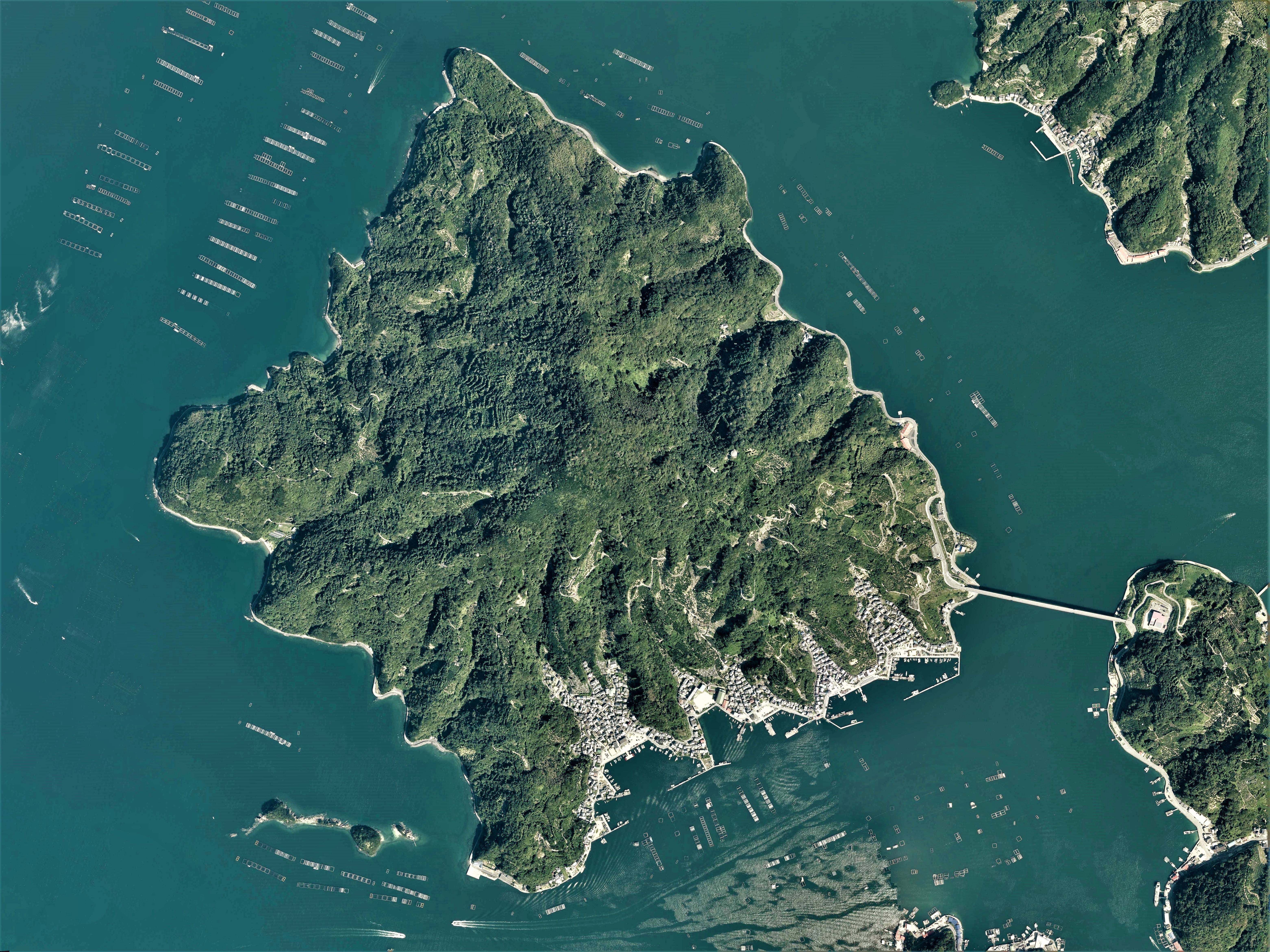

구시마(九島)는 에히메현의 우와시마 항의 서쪽, 앞바다 약 3킬로미터, 만의 입구에 들러붙는 형태가 되고 있는 유인도이다. 우와해 제도의 일부이며, 행정구역으로서는 우와시마시에 속한다.

## 지리 및 역사
- 최고봉 토리야가모리
- 산의 경작지는 남예 특유의 '단단한 밭'으로 대부분은 감귤류 등의 과수원으로 자동차가 다니는 농도가 정비되어 있다.
- 연간 강수량은 1800밀리이지만 하천이 급경사로 보수능력이 낮다. 급수에 문제가 있었지만, 1973년 우와시마시의 미야시타 정수장에서 해저 송수가 시작된다.